# La Cruz (Chihuahua)
La Cruz es una población del estado mexicano de Chihuahua, localizada en el centro sur del mismo. Es cabecera del municipio de La Cruz.

## Historia
El pueblo de La Cruz fue fundado el 21 de abril de 1797 por el capitán José Joaquín Ugarte por mandato de la Comandancia General de las Provincias Internas en un punto donde el río Conchos podía ser cruzado mediante un vado, por ello el primer nombre que recibió la población fue precisamente El Vado.
De la época colonial data el principal monumento arquitectónico de la población, el Templo de Nuestra Señora del Refugio, que conserva un lienzo de la época de la imagen titular. El 16 de abril de 1811 se detuvo en La Cruz el convoy que transportaba a los insurgentes prisioneros de las autoridades españolas rumbo a su juicio en Chihuahua y la tradición señala que don Miguel Hidalgo y Costilla se detuvo a descansar del inclemente sol a la sombra de un mezquite, al cual fue sujeto mediante grilletes. Actualmente los restos de dicho mezquite se encuentran preservados en el patio central de la Presidencia Municipal.
Tras la independencia de México La Cruz perteneció al municipio de Camargo, el 9 de octubre de 1864 arribó a La Cruz en su retirada rumbo al norte huyendo de la intervención francesa el presidente Benito Juárez; quien pasó la noche en la población y al día siguiente continuó su viaje rumbo a Santa Cruz de Rosales y a Chihuahua.
En sentido contrario, Benito Juárez retornó a La Cruz el 12 de diciembre de 1866 esta vez en su regreso hacia el centro del país ante la retirada de las fuerzas francesas. El año de 1868 el Congreso de Chihuahua convirtió a La Cruz en cabecera municipal al erigirse el municipio de su nombre separándose del de Camargo. 
Permaneció como cabecera municipal hasta el 18 de julio de 1931 cuando un decreto lo suprimió y lo anexó al municipio de Saucillo, sin embargo menos de seis meses después el municipio fue restablecido, permaneciendo de esta manera hasta la actualidad.

## Localización y demografía
La Cruz está situada en la rivera izquierda del río Conchos en el centro-sur del territorio de Chihuahua. La zona en que se localiza, regada por el río Conchos, es una zona fértil en medio de las regiones desérticas del estado, por lo que la comparte con otras poblaciones como Santa Rosalía de Camargo, Saucillo, Delicias o Meoqui. 
Sus coordenadas geográficas son 27°51′50″N 105°11′47″O / 27.86389, -105.19639 y tiene una altitud de 1 199 metros sobre el nivel del mar. Su principal vía de comunicación es la Carretera Federal 45 que cruza el pueblo comunicándolo hacia el norte con Conchos y Saucillo y hacia el sur con Santa Rosalía de Camargo. La carretera 45 es en ese punto una carretera sencilla de dos carriles y sin cuota, la autopista de cuota, denominada como 45-D transita a uno 10 kilómetros al oeste de la población.
De acuerdo con el Censo de Población y Vivienda realizado por el Instituto Nacional de Estadística y Geografía, La Cruz tiene una población total de 1 671 personas, de las que 877 son hombres y 794 son mujeres.